# Boeddhistisch gebedssnoer
Een boeddhistisch gebedssnoer (mālā, japamālā) is een gebedssnoer van kralen dat gebruikt wordt binnen het boeddhisme. Het heeft een vergelijkbare functie van de rozenkrans in het christendom.
De gebedssnoeren worden gebruikt om de tel niet kwijt te raken bij het reciteren of chanten. Een boeddhistisch gebedssnoer bestaat uit 108 kralen waarbij een mantra moet worden gebeden en 4 kralen of 1 kraal die staan voor de vier hemelse koningen.
Een boeddhistisch gebedssnoer heet in het Japans een Juzu, in het Standaardmandarijn fozhu of shuzhu en in het Birmaans een ba-di.

## Zie ook

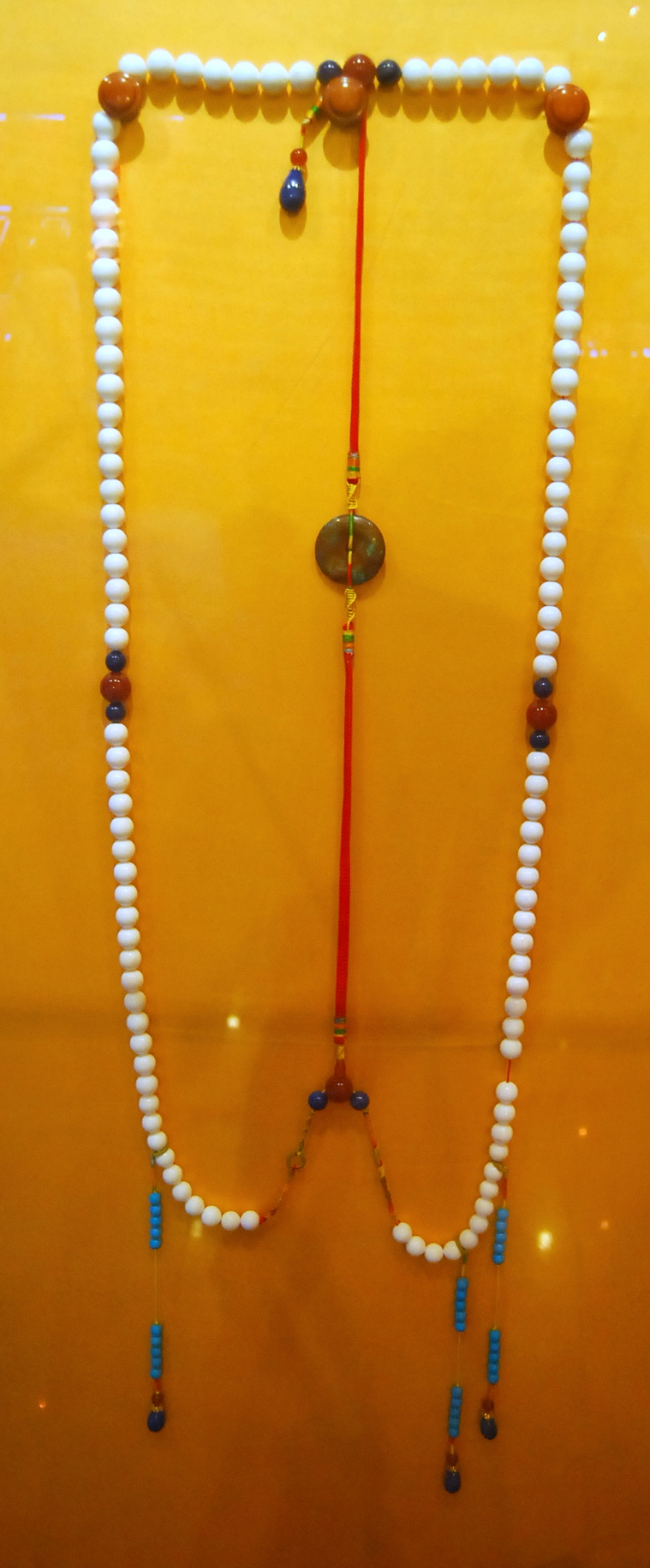
Chinese Chao Zhu.
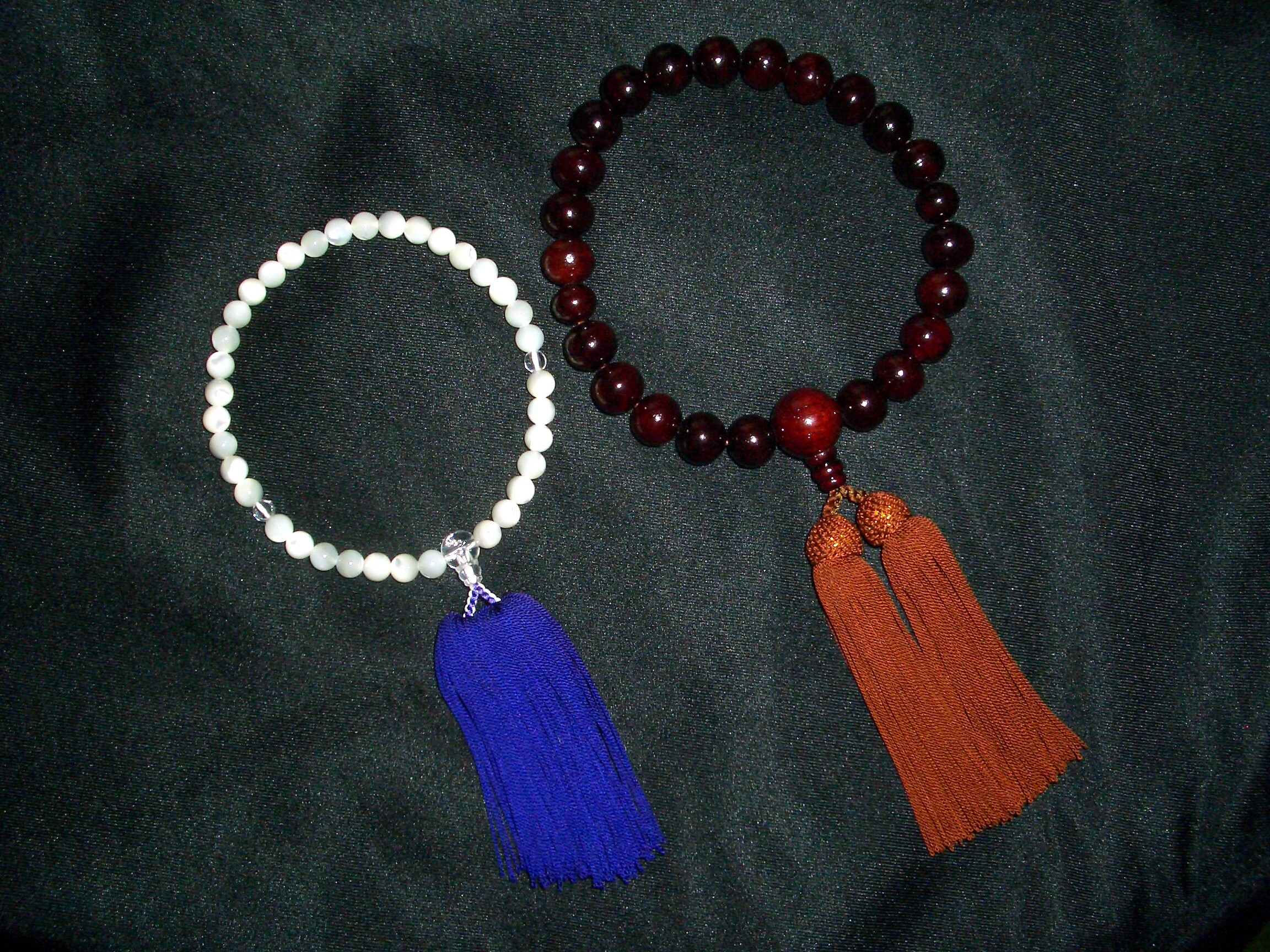
Japanse Juzu.
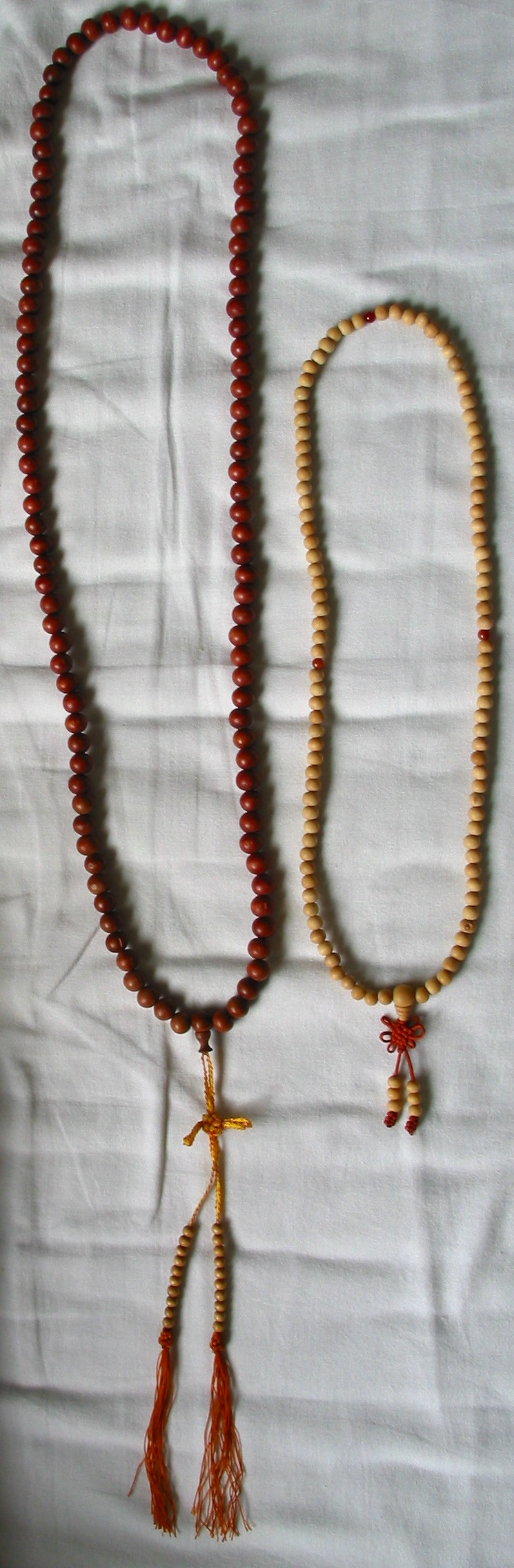
twee Chinese boeddhistische gebedssnoeren.